# SMS Minerva
La SMS Minerva è stata una corvetta a propulsione velica della k.u.k. Kriegsmarine in servizio tra il 1839 e il 1893.

## Storia
La costruzione della corvetta lignea SMS Sirena, su progetto del capitano ingegnere Luigi Paresi fu ordinata presso l'Arsenale di Venezia e l'unità fu impostata nel 1833, varata il 12 ottobre 1837 con in nome di Clemenza, e completata il 20 luglio 1839 entrando in servizio effettivo nella k.u.k. Kriegsmarine nell'agosto dello stesso anno. Fu subito inviata in missione in Levante.  Il 18 dicembre 1846 fu inviata a guardia della città di Venezia.
Nel 1848, dopo lo scoppio della prima guerra d'indipendenza italiana, cadde in mano del Governo Provvisorio della Repubblica di San Marco che la incorporò nella Marina veneta con il nome di Civica, assegnata alla squadra del comntrammiraglio Giorgio Bua.
Per conto di quel Governo partecipò ai moti di Pirano, da cui si ritirò il 10 agosto 1848, e poi al blocco navale di Trieste insieme alle navi del Regno di Sardegna, appartenenti alla squadra navale del contrammiraglio Giuseppe Albini, e a quelle del Regno delle Due Sicilie dell'ammiraglio Raffaele de Cosa. Dopo la firma dell'armistizio di Salasco le navi sarde lasciarono il blocco della città rientrando a Venezia, da cui partirono successivamente, mentre la Civica rientrò a Venezia il 16 agosto 1849. Ritornò in mano austriaca solo il 27 agosto 1849, con la capitolazione della città assediata.
Ridenominata SMS Minerva, il 9 aprile 1853 ne assunse il comando il korvettenkapitän arciduca Ferdinand Max, e la nave fu la prima unità ad utilizzare il tedesco anziché il veneto, come lingua di bordo. Il veneto, infatti, era allora considerato lingua franca su tutte le navi della k.u.k. Kriegsmarine.
Negli anni seguenti effettuò crociere in Mediterraneo orientale, servizi di squadra, missioni all'estero, e attività come nave scuola, nonché servizi di sorveglianza e controllo costiero al fine di impedire eventuale movimenti dei garibaldini, sempre attivi lungo le coste del Mare Adriatico.
Il 14 agosto 1871 entrò nel cantiere dell'Isola degli Ulivi per eseguire importanti lavori di riparazione, che terminarono con il nuovo varo avvenuto il 12 giugno 1872.
Rientrata in servizio nel mese di novembre, imbarcò la necessaria zavorra e poi i Cadetti di Marina, salpando da Pola il 12 marzo 1873 per compiere un viaggio di addestramento. La corvetta effettuò soste nei porti di Valona, Palermo, Napoli, Portoferraio, La Spezia (21-24 aprile), e scali a Hyères, Tolone, Gibilterra, Goletta, Tunisi, e La Valletta, rientrando a Pola l'11 giugno.
Eseguì analoghe crociere addestrative nel Mar Mediterraneo fino all'11 novembre 1890, quando fu mandata a Pola per eseguire urgenti lavori di raddobbo, interrompendo il 3º Corso di Istruzione dell'anno accademico 1890-1891. Posta in disarmo l'11 novembre 1890, entrò in cantiere nei primi giorni del 1891 dove un attento esame ne constatò la non riparabilità in quanto fatiscente. Radiata ufficialmente il 20 marzo 1893, fu demolita tra il 1894 e il 1895.

### Annotazioni
1. ↑  In tedesco per i nomi delle navi, "SMS" significa Seiner Majestät Schiff ("Nave di Sua Maestà").
2. ↑  A Venezia furono catturate una fregata in costruzione, la Minerva, quattro corvette (Carolina, Clemenza, Veloce e Lipsia), tre brigantini Pilade, Tritone e Ussaro), il piroscafo 'Maria Anna, tre golette e ben 93 legni minori per l'impiego costiero.

### Fonti
1. 1 2 3 4 5 6 7 8 9 10 11 12  Agenzia Bozzo.
2. ↑  Levi 1896, p. 62.
3. ↑  Santoni, Zorzi 1999, p. 28.
4. ↑  Levi 1896, p. 66.